# 湿度

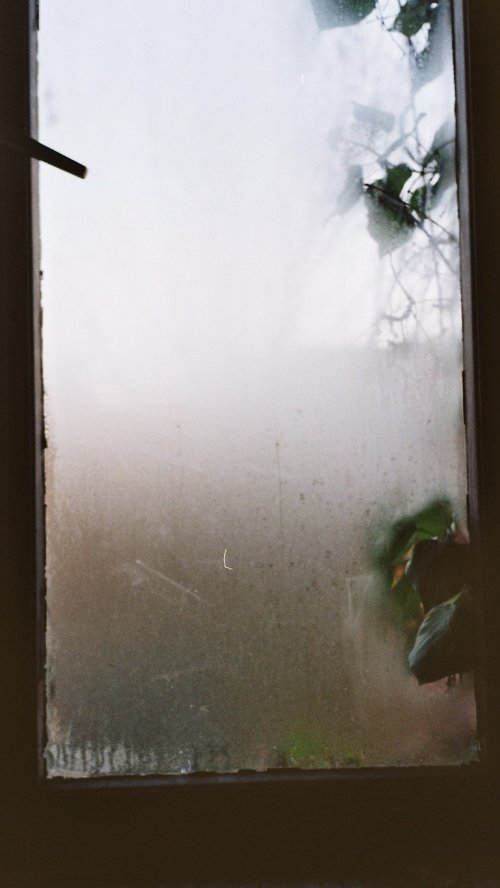
凝结的水蒸气

濕度（英語：Humidity）一般在氣象學中指的是空气溼度，它是空气中水蒸气的含量。與蒸汽乾燥度（也稱蒸汽的品質）不同，空气中液态或固态的水不算在溼度中。
不含水蒸气的空气被称为乾空氣。由於大气中的水蒸气可以占空气体积的0%到4%，一般在列出空气中各种气体的成分的时候是指这些成分在乾空气中所占的成分。

## 综述
空气的溫度愈高，它容纳水蒸气的能力就愈高。虽然水蒸气可以与空气中的部分成分（如悬浮灰尘中的盐）进行化学反应，或者被多孔的粒子吸收，但这些过程或反应所占的比例非常小，相反的大多数水蒸气可以溶解在空气中。乾空气一般可以看作一种理想气体，但随著其中水蒸氣成分的增高它的理想性越来越低。这时只有使用范德瓦耳斯方程才能描写它的性能。
理论上「空气中的水蒸气饱和」这个说法是不正确的，因为空气中的水蒸气的饱和度与空气的成分本身无关，而只与水蒸气的溫度有关。在同一溫度下，真空中的水蒸气的饱和度与空气中的水蒸气的饱和度实际上是一样高的。但出於简化一般人们（甚至在科学界）使用「空气中溶解的水蒸气」或「空气中的水蒸气饱和」这样的词句。
假如饱和的空气的溫度降低到露点以下和空气中有凝结核（如雾剂）的话（在自然界一般总有凝结核存在），空气中的水蒸氣就会凝结。云、窗户玻璃和其他冷的表面上凝结成的水、露和雾、人在冷空气中哈出的氣等等许多现象就是这样形成的。偶尔（或在实验室中人工造成的）水蒸气可以在露点以下也不凝结。这个现象叫做过饱和。
空气中水蒸气的溶解量随溫度不同而变化。一立方公尺空气可以在摄氏10度下溶解9.41公克的水，在摄氏30度下溶解30.38公克的水。

## 测量

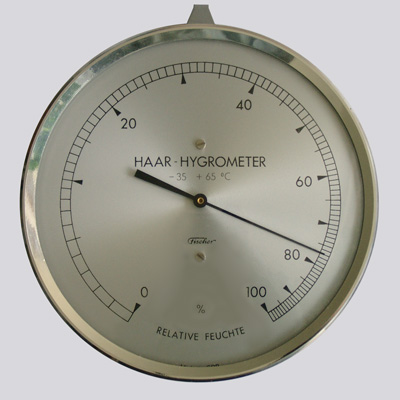
溼度计

要表達空氣溼度的高低，有多種可以利用的度量值，包括蒸汽压、绝对溼度、相对溼度、比溼、露点等。溼度计亦可以用来测量溼度。

### 絕对溼度
「絕对溼度」指一定体积的空气中含有的水蒸气的质量，一般其单位是公克／立方公尺。絕对溼度的最大限度是饱和状态下的最高溼度。
下面是计算絕对溼度的公式：
{\displaystyle \rho _{w}:={\frac {e}{R_{w}\cdot T}}={\frac {m}{V}}}
其中的符号分别是：
e – 蒸汽压，单位是帕斯卡（Pa）
{\displaystyle R_{w}} –水的气体常数=461.52J/（kg K）
T – 溫度，单位是开尔文（K）
m –在空气中溶解的水的质量，单位是千克（kg）
V –空气的体积，单位是立方公尺（m3）。

### 相对溼度（RH）

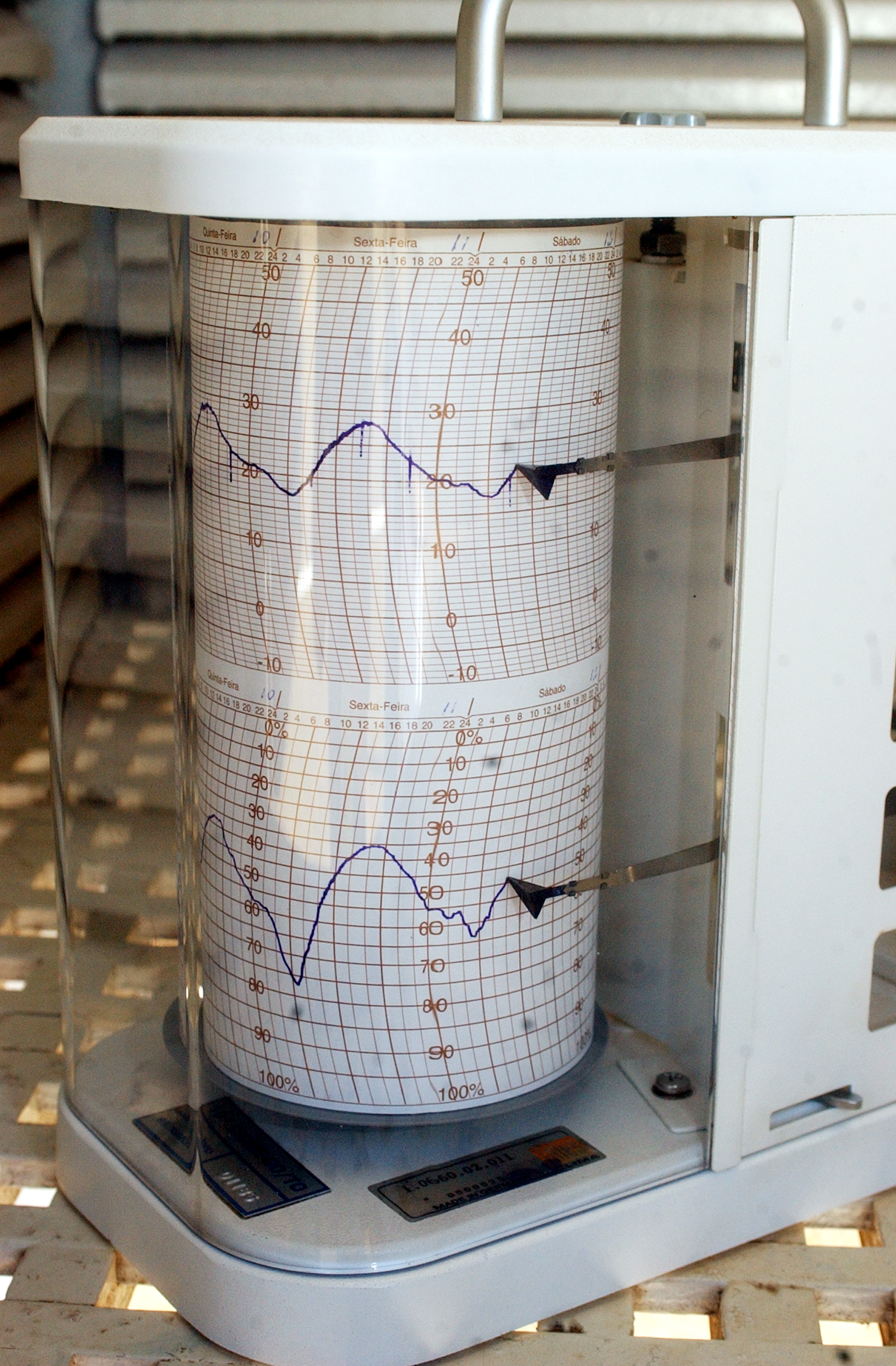
一台溼度計正在記錄相對溼度

「相对溼度」（RH）是絕对溼度与最高溼度之间的比，它的值显示水蒸气的饱和度有多高。相对溼度为100%的空气是饱和的空气。相对溼度是50%的空气含有达到同溫度的空气的饱和点的一半的水蒸气。相对溼度超过100%的空气中的水蒸气一般凝结出来。随着溫度的增高，空气中可以含的水就增多。也就是说，在同样多的水蒸气的情况下，溫度降低，相对溼度就会升高；溫度升高，相对溼度就会降低。因此在提供相对溼度的同时也必须提供溫度的数据。透过最高溼度和溫度也可以计算出露点。
以下是计算相对溼度的公式：
{\displaystyle \varphi :={\frac {\rho _{w}}{\rho _{w,max}}}\cdot 100\ \%={\frac {e}{E}}\cdot 100\ \%={\frac {s}{S}}\cdot 100\ \%}
其中的符号分别是：
{\displaystyle \rho _{w}}–絕对溼度，单位是公克／立方公尺
{\displaystyle \rho _{w,max}}–最高溼度，单位是公克／立方公尺
e–蒸汽压，单位是帕斯卡
E–饱和蒸汽压，单位是帕斯卡
s–比溼，单位是公克／公斤
S–最高比溼，单位是公克／公斤

### 比溼
比溼是汽化在空气中的水的质量与溼空气的质量之间的比。假如没有凝结或蒸发的现象发生的话，一个封闭的空气在不同的高度下的比溼是相同的。在饱和状态下的最高比溼的符号是S。
以下是计算比溼s的公式：
{\displaystyle s={\frac {m_{\mathrm {water} }}{m_{\mathrm {air\ total} }}}={\frac {m_{\mathrm {water} }}{m_{\mathrm {air\ dry} }+m_{\mathrm {water} }}}={\frac {\frac {m_{\mathrm {water} }}{V_{\mathrm {total} }}}{{\frac {m_{\mathrm {air\ total} }}{V_{\mathrm {total} }}}+{\frac {m_{\mathrm {Water} }}{V_{\mathrm {total} }}}}}={\frac {\rho _{\mathrm {Water} }}{\rho _{\mathrm {air\ dry} }+\rho _{\mathrm {water} }}}={\frac {\rho _{\mathrm {water} }}{\rho _{\mathrm {air\ total} }}}}
{\displaystyle s={\frac {\rho _{\mathrm {Water} }}{\rho _{\mathrm {air\ dry} }+\rho _{\mathrm {Water} }}}={\frac {\frac {e}{R_{w}\cdot T}}{{\frac {p-e}{R_{L}\cdot T}}+{\frac {e}{R_{w}\cdot T}}}}={\frac {e\cdot M_{\mathrm {Water} }}{{(p-e)}\cdot {M_{\mathrm {air\ dry} }}+{e}\cdot {M_{\mathrm {Water} }}}}={\frac {{\frac {M_{\mathrm {Water} }}{M_{\mathrm {air\ dry} }}}\cdot e}{p-\left(1-{\frac {M_{\mathrm {Water} }}{M_{\mathrm {air\ dry} }}}\right)\cdot e}}\approx {\frac {0{,}622\cdot e}{p-0{,}378\cdot e}}\approx 0{,}622\cdot {\frac {e}{p}}}
其中使用的符号为：
{\displaystyle \rho _{\mathrm {Water} }={\frac {e}{R_{w}\cdot T}}}和{\displaystyle R_{w}={\frac {R}{M_{\mathrm {Water} }}}}
{\displaystyle \rho _{\mathrm {air\ dry} }={\frac {p-e}{R_{L}\cdot T}}}和{\displaystyle R_{L}={\frac {R}{M_{\mathrm {air\ dry} }}}}
相似的最高比溼為：
{\displaystyle S:={\frac {m_{\mathrm {water\ saturate} }}{m_{\mathrm {air\ total} }}}={\frac {\rho _{\mathrm {Water\ saturate} }}{\rho _{\mathrm {air\ total} }}}\approx {\frac {0{,}622\cdot E}{p-0{,}378\cdot E}}}
其中使用的符号分别為：
{\displaystyle m_{x}} –质量，单位为公克
{\displaystyle \rho _{x}} –密度，单位为公克／立方公尺
{\displaystyle V_{\mathrm {total} }} –溼空气的总体积，单位为立方公尺
{\displaystyle R_{w}} –水的气体常数，单位为焦耳／（公斤·开尔文）
{\displaystyle R_{L}} –干空气的气体常数，单位为焦耳／（公斤·开尔文）
T–溫度，开尔文
{\displaystyle M_{\mathrm {Water} }}–水的摩尔质量=18.01528公克／摩尔
{\displaystyle M_{\mathrm {air\ dry} }}–干空气的摩尔质量=28.9634公克／摩尔
e–蒸汽压，单位是帕斯卡
p–气压，单位为帕斯卡
E–饱和蒸汽压，单位为帕斯卡

## 意义和用途
空气溼度在许多方面有重要的用途，在大气科学、气象学和气候学中它主要是理论中的一个重要值，而在实际应用上的作用比较小。

### 气象学和水文学
在气象学和水文学中溼度是决定蒸发和沸腾的重要数据。它对不同的气候区的产生起決定性的作用。大气中的水蒸气在水循环过程中也是必不可少的。通过水蒸气水可以很快地在地球表面运动。水在大气中形成降水、云和其它现象，它们決定了地球的气象和气候。
而在天气预报中，更常用到相對溼度。它反映了降雨、有霧的可能性（下雨的时候，空气溼度是非常高的）。在炎熱的天氣之下，高的相對溼度會讓人類（和其他動物）感到更熱，因為這妨礙了汗水的揮發。人類可以依此制定出酷熱指數。

### 医学
在医学上空气溼度与呼吸之间的关係非常紧密。在一定的溼度下氧气比较容易通过肺泡进入血液。濕度45%~55%是讓人感覺舒適的，在50%的溼度下感觉最舒适。过热而不通风的房间裡的相对溼度一般比较低，这可能对皮肤不良和对黏膜有刺激作用。溼度过高影响人调节体溫的排汗功能，人会感到闷热。总的来说人在高溫但低溼度的情況下（如沙漠）比在溫度不太高但溼度很高的情況下（如雨林）的感觉要好。在通过呼吸进行麻醉时麻醉气体的溼度是非常关键的。医学上使用的麻醉气体一般是在无水的情況下存放的，假如在使用时不添加溼度的话会在人的肺中导致蒸发和失水。

### 生物学
在生物学中，尤其是在生态学中空气溼度是一个非常关键的量。它決定一个生态系统的组成。在植物的叶面上气孔的开关和植物的呼吸。有些动物比如蜗牛只有在它们的皮膚有一定溼度的情況下才能吸收氧气。

### 储藏和生产
在存放水果的仓库裡溼度決定水果的成熟。在存放金属的仓库裡溼度过高可能导致腐蚀。其他许多货物比如化学药剂、香菸、酒、香肠、木、艺术品、集成电路等等也必须在一定的溼度或在溼度为零的条件下存放。因此在许多仓库、博物馆、图书馆、计算机中心和一定的工厂（如微电子工业）中都有空调装置来控制室内的溼度。

### 农业和林业

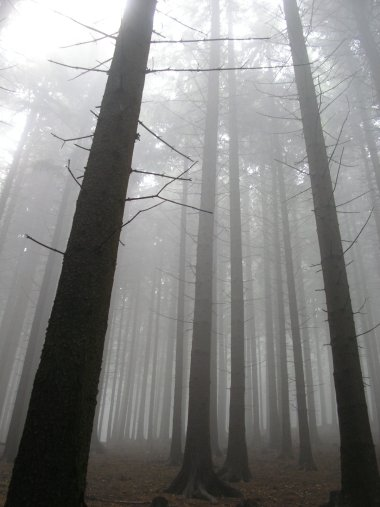
雾气弥漫的森林

湿度过低可以在农业上导致土壤和植物失水和减产。
在林业和林木工业中溼度也是一个非常关键的量。在锯木厂人们往往向堆积在那裡的木头浇水。木头本身有它自己的溼度，在空气中它的溼度逐渐与空气的周围溼度靠近。这个木头內的溼度的變化会导致木头的變形，这对林木工业来说是非常关键的。
一般木头在存放时要让空气可以直接与它的各个方向接触，这样来避免木头變形或发霉。在铺地板时最好先让地板的木头在房屋内搁置一两天，来让它与房屋内的溼度一样，否则的话地板的木头可能会在铺设后伸张或收缩。

### 建筑
在建筑物理中露点是一个非常重要的量。假如一座建筑内的溫度不一样的话，那么从高溫部分流入低溫部分的潮溼的空气中的水就可能凝结。在这些地方可能会发霉，在建筑设计时必须考虑到这样的现象。此外相对溼度是衡量建筑室内热环境的一个重要指标，建筑物理把在人体的主观热感觉处於中性时，风速不大於0.15公尺／秒，相对溼度为50%定为最舒适的热环境，这也是室内热环境设计的一个基准。

## 参見
- 未飽和蒸汽
- 飽和蒸汽
- 乾飽和蒸汽
- 溼飽和蒸汽
- 乾蒸汽
- 溼蒸汽
- 過熱蒸汽
- 過飽和蒸汽